# Пэджет, Сидни
Си́дни Э́двард Пэ́джет (англ. Sidney Edward Paget; 4 октября 1860, Лондон — 28 января 1908, Маргит) — британский портретист и иллюстратор, живший в Викторианскую эпоху. Два его старших брата тоже стали художниками. Наиболее известен своими иллюстрациями к рассказам и повестям писателя Артура Конан Дойла о Шерлоке Холмсе, впервые напечатанным в лондонском Strand Magazine.

## Биография

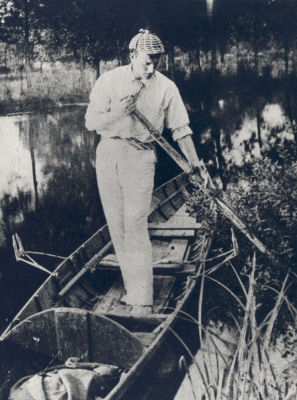
Сидни Пэджет в своей войлочной шляпе, которая, возможно, послужила прообразом знаменитого клетчатого головного убора Холмса

Сидни Эдвард Пэджет — пятый ребёнок, родившийся в семье Роберта Пэджета, приходского казначея лондонских церквей Святого Иакова и Святого Иоанна, расположенных в районе Кларкенуэлл, и Марты Пэджет (урожд. Кларк), преподавательницы музыки. До женитьбы (он вступил в брак в возрасте 32 лет) Сидни проживал в доме №19 на Ллойд Сквер в Кларкенуэлле вместе со своей родительской семьёй.
Получив среднее образование, Пэджет учился в художественной школе Хитерли, а затем и в лондонской Королевской художественной академии, где подружился с Альфредом Моррисом Батлером, студентом археологического факультета, который позднее согласился позировать в качестве прототипа доктора Ватсона — друга Шерлока Холмса — для первых иллюстраций к циклу о приключениях гениального детектива и его помощника.
Между 1879 и 1905 годами Пэджет создал 18 разных картин, в том числе 9 портретов, выставлявшихся в Королевской академии. Он также сотрудничал с несколькими различными журналами и газетами, а также работал над иллюстрациями для серии детективных рассказов Артура Моррисона о следователе Мартине Хьюитте. В первой половине 1891 года Пэджет создал иллюстрации для Strand Magazine на военную тематику. Это были работы к патриотической статье «Истории Креста Виктории, рассказанные теми, кто был им награждён» и четыре рисунка к новелле «Взятие редута» французского писателя Проспера Мериме. Однако наиболее известной его работой стали иллюстрации к детективной серии о Шерлоке Холмсе, написанной Артуром Конан Дойлом. При этом, по легенде, он получил эту работу практически случайно. Дело в том, что редакция журнала обратилась с предложением о сотрудничестве об иллюстрировании цикла о Шерлоке Холмсе к Уолтеру Пэджету, брату Сидни. В тексте письма содержалось обращение «мистеру Пэджету», но распечатал его Сидни и принял предложение на свой счёт. По распространённой точке зрения, именно черты лица Уолтера послужили Сидни отправной точкой для создания внешнего облика Холмса. Однако, такое мнение отрицал их брат, Генри, который говорил, что образ великого детектива целиком и полностью плод воображения Сидни.
Первого июня 1893 года Сидни Пэджет женился на Эдит Хаунсфилд (1865—1942, однако судя по фотоснимку надгробного камня на её могиле, год смерти скорее 1932, третья цифра явно не 4), дочери фермера Уильяма Хаунсфилда. Перед свадьбой художник получил подарок от Конан Дойла — серебряный портсигар с надписью «От Шерлока Холмса. 1893». Портсигар был очень дорог Сидни и стал семейной реликвией. В браке родились двое сыновей и четыре дочери: Лесли Роберт (1894—1942), Уинифред (1896—?), Эдит Мюриель (1897—?), Эвелин Миероа (1899—?), Берил Мэй (1902—1955), Джон Л. Пэджет (даты рождения и смерти неизвестны).
Пэджет умер в городе Маргит 28 января 1908 года, похоронен на кладбище пригорода Ист Финчли. Последние несколько лет он часто жаловался на сильные боли в груди. Согласно свидетельству о смерти, причиной летального исхода стали опухоль средостения (редкое состояние неясной этиологии) и общее истощение организма. Новообразование по мере роста в течение трёх лет сдавливало лёгкие и вызывало болевые ощущения.
Двое братьев Сидни Пэджета — Генри Мэрриот Пэджет (1856—1936) и Уолтер Стэнли Пэджет (1863—1935) — также успешно работали как портретисты и иллюстраторы, причём они также иллюстрировали некоторые произведения Конан Дойла. Так, после смерти Сидни редактор журнала отобрал несколько художников, чтобы продолжать выпуск произведений Конан Дойла с иллюстрациями, и в их число вошёл Уолтер Пэджет, который создал 4 иллюстрации к рассказу «The Adventure of the Dying Detective» (в русском переводе — «Шерлок Холмс при смерти»).

## Иллюстрации к произведениям о Шерлоке Холмсе

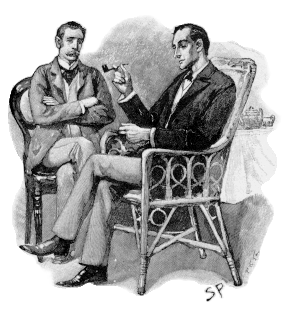
Шерлок Холмс (справа) и доктор Ватсон

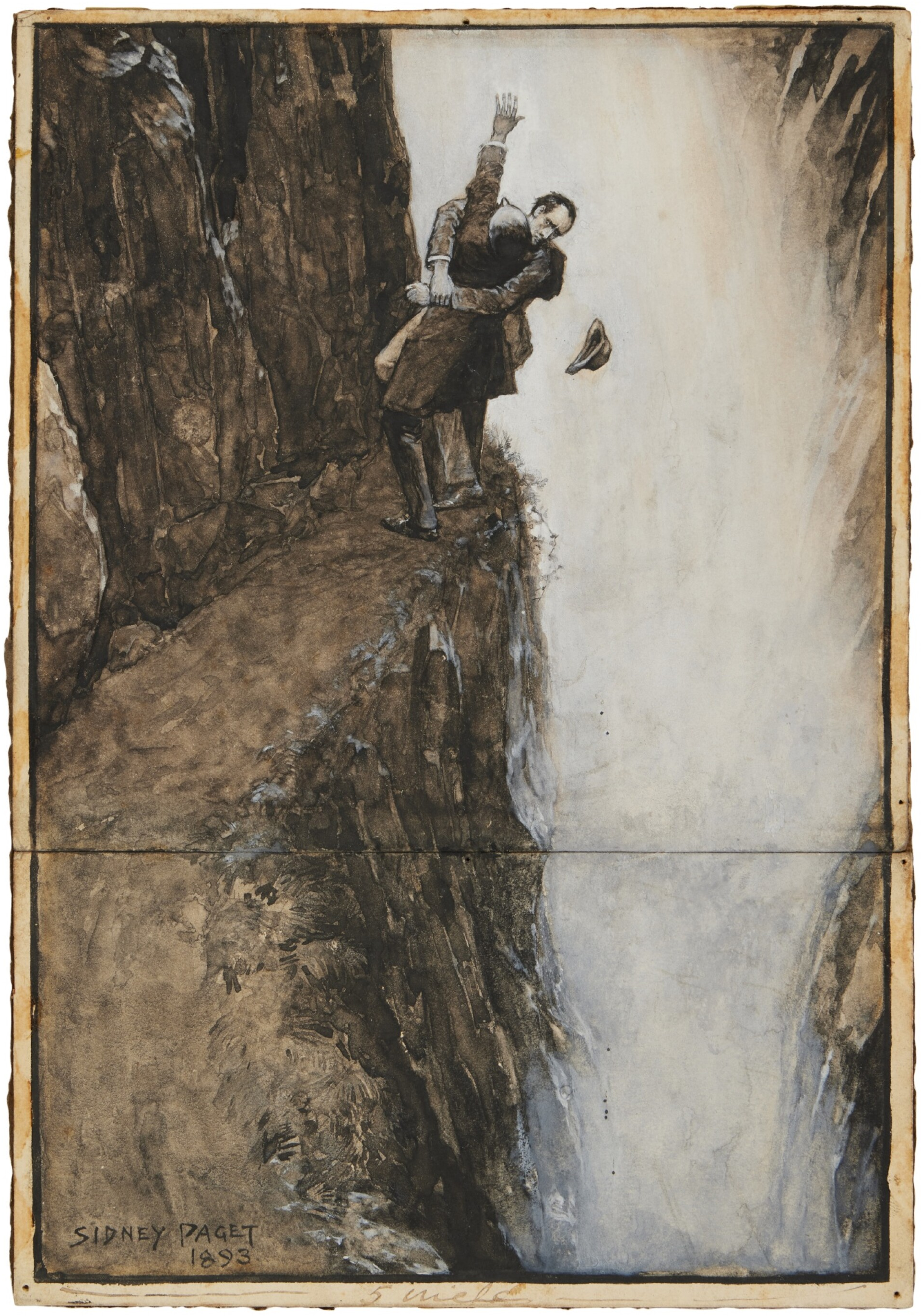
Иллюстрация Пэджета, изображающая роковую встречу Холмса и Мориарти у Рейхенбахского водопада в главе «Последнее дело Холмса» (1893 г.)

Наиболее известной работой Сидни Пэджета являются иллюстрации к серии книг о сыщике Шерлоке Холмсе, написанных Артуром Конан Дойлом и впервые опубликованных в Strand Magazine.
До того как за Шерлока Холмса и доктора Ватсона взялся Пэджет, их изображали и другие художники, в частности Дэвид Генри Фристон и Чарльз Олтемонт Дойл, отец Артура Конан Дойла. Критики отмечали, что на первых иллюстрациях Холмс не выглядел ни сухопарым красавцем, ни интеллектуалом. Он, по-видимому, страдал ожирением, а маленькие голова и руки сильно контрастировали с массивным телом. Иллюстрации Чарльза Дойла были выполнены скорее в комическом стиле, а Холмс на них изображался с бородкой. Внешний облик героев литературной серии в интерпретации авторов иллюстраций к первым публикациям не был близок к тому, какими представлял себе своих персонажей сэр Артур. На первой иллюстрации Пэджета к его первому рассказу о Шерлоке Холмсе («Скандал в Богемии») представлены два главных героя. Она озаглавлена: «Когда он стоит у камина». Холмс повёрнут спиной к камину, греет руки от огня и смотрит «своим неповторимым проницательным взглядом» на сидящего в кресле Ватсона. В 1891—1904 годах художник выполнил около 356 иллюстраций к этому циклу («Приключения Шерлока Холмса», «Записки о Шерлоке Холмсе», «Собака Баскервилей» и «Возвращение Шерлока Холмса»), а также 238 — к произведениям Конан Дойла, не относящимся к детективному жанру (в совокупности — 594). По некоторым сведениям, писатель «сетовал на то, что Пейджет сделал Холмса внешне куда более привлекательным, чем было задумано самим писателем.  Но он был достаточно честен, чтобы признать: художник сослужил ему тем самым добрую службу, повысив интерес к Холмсу со стороны читательниц». Однако дошли свидетельства того, что Дойл напротив был доволен сотрудничеством с художником и настаивал на их продолжении.
Настоящим успехом у читателей стали пользоваться портреты главных персонажей, выполненные другом Конан Дойла — Сидни Пэджетом, работу которого писатель тщательно контролировал. Холмс был впервые изображён как высокий, скуластый мужчина в пальто-накидке и клетчатой шапке с двумя козырьками. Именно такой образ позднее закрепился за героем. Этот головной убор появился при издании рассказа «Тайна Боскомской долины», в то время как у писателя детектив описывается как мужчина предпочитающий «длинный серый дорожный плащ и плотно облегающую кепи».
Образ Холмса созданный художником получил культовый статус. На его работы стали ориентироваться и другие иллюстраторы Канона. Джеймс Монтгомери писал по этому поводу: «Невозможно переоценить влияние, которое он оказал на сердца и умы огромного числа читателей, чьё восприятие основывалось — и сейчас, шестьдесят лет спустя, продолжает формироваться — на созданных им образах Холмса, Уотсона и эпохи „вечно сущего 1895 года“. С той поры английские чи татели не воспринимают иных интерпретаций, и когда без временная смерть художника в 1906 г. переложила эту ношу на другие плечи, другие художники, принявшие эстафету, в том числе самые умелые и прославленные, были вынуждены сохранить стиль Пейджета во всех наиболее важных деталях. Справедливо отмечено: то, что Фиц сделал для Пиквика, Пейджет сделал для Шерлока Холмса». Актёров на роли Шерлока Холмса и доктора Ватсона в знаменитых ныне советских телевизионных фильмах режиссёр Игорь Масленников подбирал, ориентируясь на рисунки Пэджета. Как известно, его выбор, который пал на Василия Ливанова и Виталия Соломина.